# سنجر
سنجر (دزفول)، شهرک لر نشین بزرگی از توابع بخش مرکزی شهرستان دزفول در استان خوزستان ایران است.

## مردم
مردم این شهرک همگی لر بختیاری و لر سگوند هستند.

## جمعیت
این روستا در دهستان قبله‌ای قرار دارد و براساس سرشماری مرکز آمار ایران در سال ۱۳۸۵، جمعیت آن ۳٬۷۷۹ نفر (۵۲۱خانوار) بوده‌است.